# Хидиров, Вели Сарханович
Вели Сарханович Хидиров (1936, Палчикоба, Хачмасский район, Азербайджанская ССР — 2010) — советский кавказовед и лингвист.

## Биография
Вели Хидиров родился в крызском отсёлке Палчикоба Хачмасского района Азербайджанской ССР в семье этнических крызцев. В 1957 году окончил Азербайджанский педагогический институт русского языка и литературы им. М. Ф. Ахундова. Два года работал учителем русского языка и литературы в средней школе. Окончил аспирантуру Института языкознания Академии наук СССР. В 1964 году под руководством кавказоведа Ю. Д. Дешериева защитил кандидатскую диссертацию «Основные грамматические категории глагола в крызском языке (в сравнении с соответствующими категориями в лезгинском и хиналугском языках)». В 1972—1982 годы заведовал кафедрой общего и русского языкознания АПИРЯЛ им. М. Ф. Ахундова (ныне Бакинский славянский университет).

## Вклад в науку
В своих исследованиях проводил анализ грамматических категорий глагола в крызском языке в сравнительном аспекте с глаголами различных языков лезгинской группы. Среди многочисленных статей В. С. Хидирова имеются работы, посвященные отдельным языкам лезгинской группы: лезгинскому, рутульскому, будухскому и др. В его книге «Глагол в крызском языке (типологическое исследование в сравнении с глагольными категориями в лезгинских языках)», вышедшей в 2007 году, использован богатый фактический материал как по крызскому, так и по другим лезгинским языкам. В статьях, включенных в данную книгу, дается анализ глагольных конструкций в общей системе теории агглютинации и флексации, раскрываются особенности системы словообразования и словоизменения, проблемы морфологического выражения категории переходности/непереходности глаголов, категории классно-личного спряжения в системе именных и глагольных основ и местоименных разрядов в крызском и других языках лезгинской группы.